# کندیس‌کلا
گندیسکلا، روستایی است از توابع بخش کجور شهرستان نوشهر در استان مازندران ایران.
کندیس‌کلا یا همان گُندیسکلا یکی از روستای بسیار زیبا ، پر‌چشمه و بکر منطقه کجور و دهستان پَنجک رستاق به حساب می آید.
این روستا در ۲۵ کیلومتری آزاد راه تهران-شمال واقع شده است. 
گندیسکلا از شمال به لَشکنار از جنوب به حیرت ، از شرق به عالیدره از غرب به جنگل های البرز زرشک دره، اِمزل و مناطق کاج و لیفاک ختم میشود.
این روستا دارای چشمه آب‌های فراوانی است که از برجسته ترین آن میتوان به چشمه‌ی "گَرو" اشاره نمود که خواص درمانی پوستی را به اثبات رسانیده است به طوری که از گذشته تاکنون اهالی روستاهای اطراف برای درمان از آن بهره جسته‌ اند. 
گندیسکلا دارای مناطق مختلفی است که عبارتند از: جورسِره خِناپِشت ماتِک لاشومکَش گورِس کلا مِرس کلا او بِنَک پِی آسیو خَرَنج سِریو گَرو وَرِی  جُمالو چهارکَل  لَنگوشته رزان کربن دره ، کاج لیفاک سیال دره تَل او دره و...
این روستا دارای یک مدرسه آموزش ابتدایی است که در گذشته توانسته کودکان زیادی را آموزش و تعلیم داده و به جامعه تحویل دهد اما اکنون به دلیل عدم امکانات عالی در فصول سرد زمستان همچون روستاهای همجوار به مکانی خالی از دانش آموز تبدیل گشته است. 
مردمان این روستا بسیار خونگرم ، مهربان و مهمان‌نواز هستند و همانند اغلب مردمان طبری به کشاورزی و دامپروری مشغول هستند. 
از لحاظ ظاهری مردمان این روستا اغلب مو و چشمانی روشن دارند.
ساکنین گندیسکلا در زمستان انگشت شمارند و بیشتر جمعیت در تعطیلات تابستان به این روستای دیدنی سفر میکنند که البته بدلیل نزدیک بودن به شهر آخر هفته های نسبتاً پرجمعیتی را تجربه میکند. 
مالکیت عمده این روستا متعلق به خاندان جلالی بوده ولی خاندان‌های توکلی ، مشایخ و حسینی که اغلب پسوند کندسکلائی دارند و همچنین مهاجرانی در گذشته به این روستا نقل مکان کرده اند. 
شغل اصلی این اقوام اکثراً دامداری بود ولی کشاورزی فصلی هم دیده میشود. 
دیگر ویژگی های این روستا و روستاهای اطراف نزدیکی به بکرترین مناطق جنگل های هیرکانی میباشد. از جمله جاذبه های طبیعی این مناطق وجود مه بسیار متراکم در اکثرا فصول سال حتی در تابستان نیز میتوان اشاره کرد.

## جمعیت
این روستا در دهستان پنجک‌رستاق قرار دارد و براساس سرشماری مرکز آمار ایران در سال ۱۳۸۵، جمعیت آن ۶۴ نفر (۲۰خانوار) بوده‌است. مردم کندیس‌کلا از قومیت طبری هستند. مردم کندیس‌کلا به زبان طبری با گویش کجوری سخن می‌گویند.